# Wa (Ghana)
Wa es la capital de la región Alta Occidental en Ghana y tiene una población de cerca de 102.446 habitantes. Es la capital de la etnia wala, y allí habita el Wa-na, su jefe. En lengua waali su nombre significa 'venir'.
Es un centro de transporte regional con rutas hacia otras ciudades e incluso hacia Burkina Faso. Cuenta, a su vez con un pequeño aeropuerto, el Aeropuerto de Wa.

## Clima
Se encuentra en el Sahel, una región árida al sur del Sahara. La precipitación anual es de 1000 mm. la temporada de lluvias es de mayo a octubre, y el día más caliente del año ocurre entre febrero y marzo, alcanzando los 49 °C.